# Villa Lanfranchi

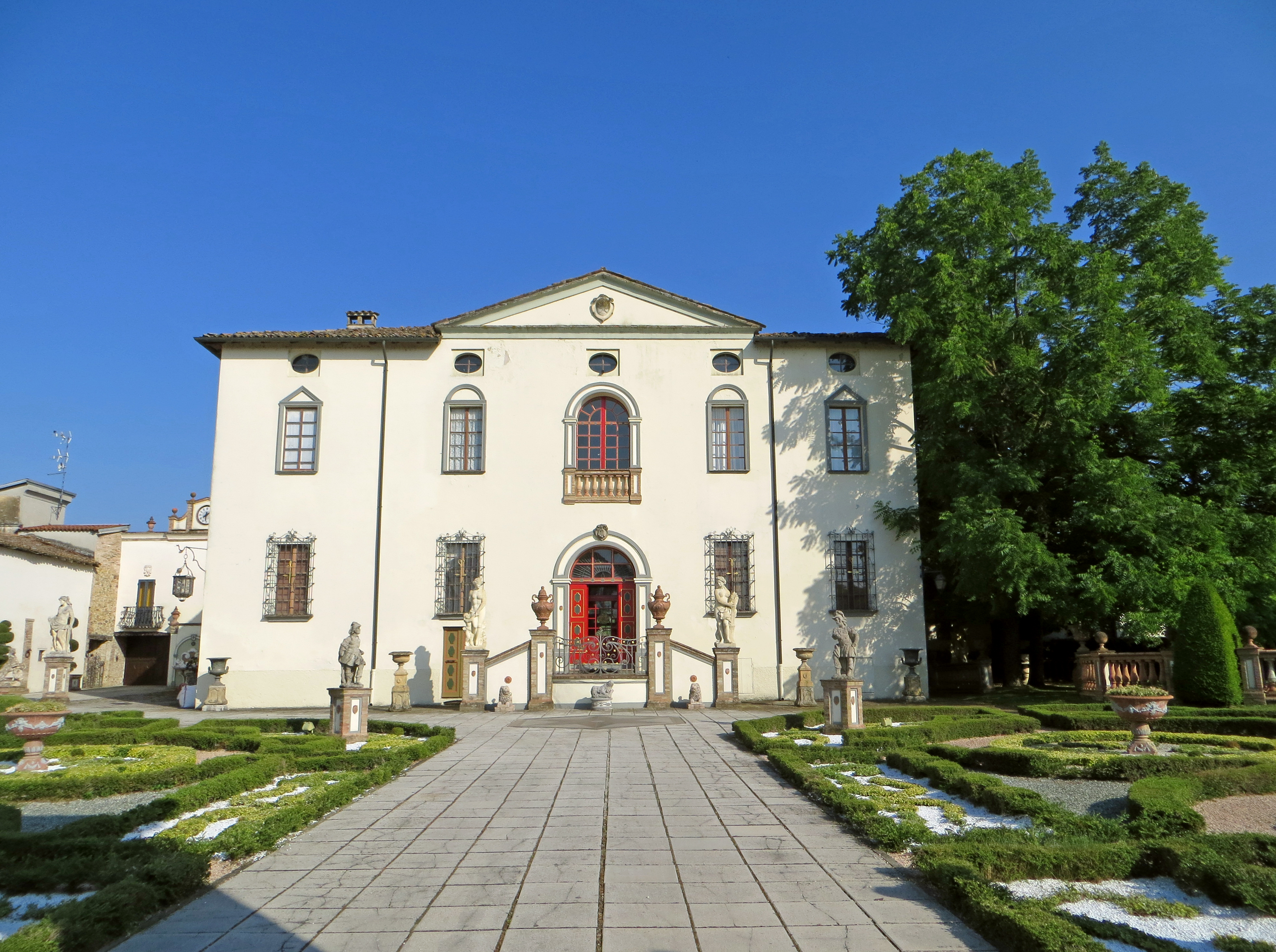
Hauptfassade der Villa Lanfranchi in Lesignano de’ Bagni

Die Villa Lanfranchi, auch Ca’ Fusari genannt, ist ein Renaissancelandhaus in der Via Martiri della Libertà 68 im Ortsteil Santa Maria del Piano der Gemeinde Lesignano de’ Bagni in der italienischen Region Emilia-Romagna. Sie wurde im 16. Jahrhundert errichtet und ist damit eine der ältesten Villen in der gesamten Provinz Parma.

## Geschichte
Das befestigte Landhaus wurde in der zweiten Hälfte des 16. Jahrhunderts auf den Resten mittelalterlicher Gebäude errichtet, vermutlich im Auftrag der Grafen Sforza di Santa Fiora, den Lehensnehmern von Lesignano. Von dieser Familie erbte das Anwesen der Vetter Federico III. Sforza Cesarini, der 1673 an seinen eigenen Familiennamen den seiner Gattin, „Livia“, anfügte.
Das Landgut wurde an die Adelsfamilie Fusari verkauft, die es im 19. Jahrhundert an die Adelsfamilie Balestra übertrug; im 20. Jahrhundert fiel es an die Familie Balestra Toschi und schließlich vom letzten Nachkommen dieses Namens, Margherita Balestra Toschi, an deren Sohn Mario Lanfranchi. Der Opern- und Filmregisseur ließ in den Jahren 1996–1997 unter der Leitung von Antonio Vitali im Park vor der Villa den italienischen Garten schaffen und organisierte dort Anfang des 21. Jahrhunderts in jährlicher Abfolge etwa zehn „Spettacoli in villa“.

## Beschreibung

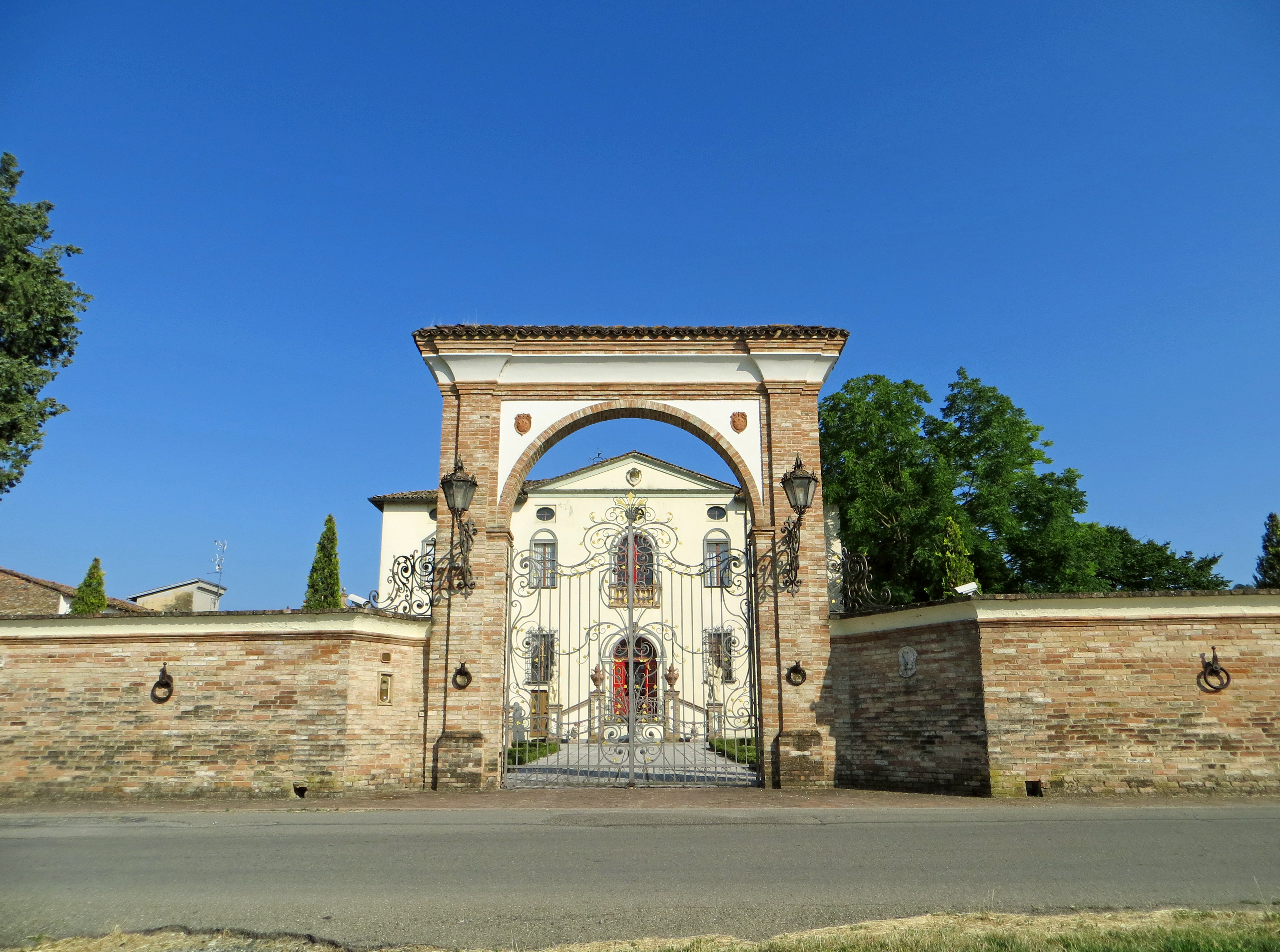
Eingangsportal

Der umfriedete Park erstreckt sich in rechteckiger Form bis zum Rand der Straße. An seinen Flanken liegen die Nebengebäude und die Kapelle Santa Maria Maddalena und in der Mitte der Südostseite, gegenüber dem Eingang, das Landhaus.

### Landhaus
Das Landhaus hat einen quadratischen Grundriss und einen Turm an der hinteren Ecke im Nordosten.
Die symmetrische Fassade, die vollständig verputzt ist, erhebt sich über zwei oberirdische Hauptstockwerke. In ihrer Mitte liegt das Eingangsportal mit Rundbogen, begrenzt durch einen Rahmen und erreichbar über eine Treppe mit gegenläufigen Zügen, während an beiden Seiten vier Fenster mit eisernen Gittern liegen. Im Obergeschoss gibt es neben der Rundbogen-Fenstertüre mit Balustrade in der Mitte dieselben Fenster wie im Erdgeschoss. Im Dachgeschoss gibt es schließlich fünf kleine Ovalfenster, während sich darüber ein breiter Dreiecksgiebel mit Formrahmen aufbaut, in dem das Familienwappen angebracht ist.
An den Seiten des Landhauses schließen sich im Südwesten und Nordosten zwei entgegengesetzte Flügel an, während sich an der Rückseite ein Turm mit quadratischem Grundriss und Blick auf die Außenfronten durch große Rundbogen-Einzelfenster erhebt. Dort finden sich auch als einzige Zeugen des ursprünglichen Verteidigungszwecks des Gebäudes zahlreiche Schießscharten.
Die Innenräume sind mit zeitgenössischen Möbeln ausgestattet und enthalten offene Kamine aus dem 17. Jahrhundert. Die Decke eines der Räume ist darüber hinaus mit einem Fresko aus dem 19. Jahrhundert, geschaffen von Giovan Battista Borghesi, verziert.
In den Kellern des Landhauses hat schließlich der alte Brunnen namens „Dai mill taij“ (dt.: aus tausend Schnitten) überlebt. Der Name bezieht sich auf die im unteren Teil vermuteten scharfen Klingen.

### Park

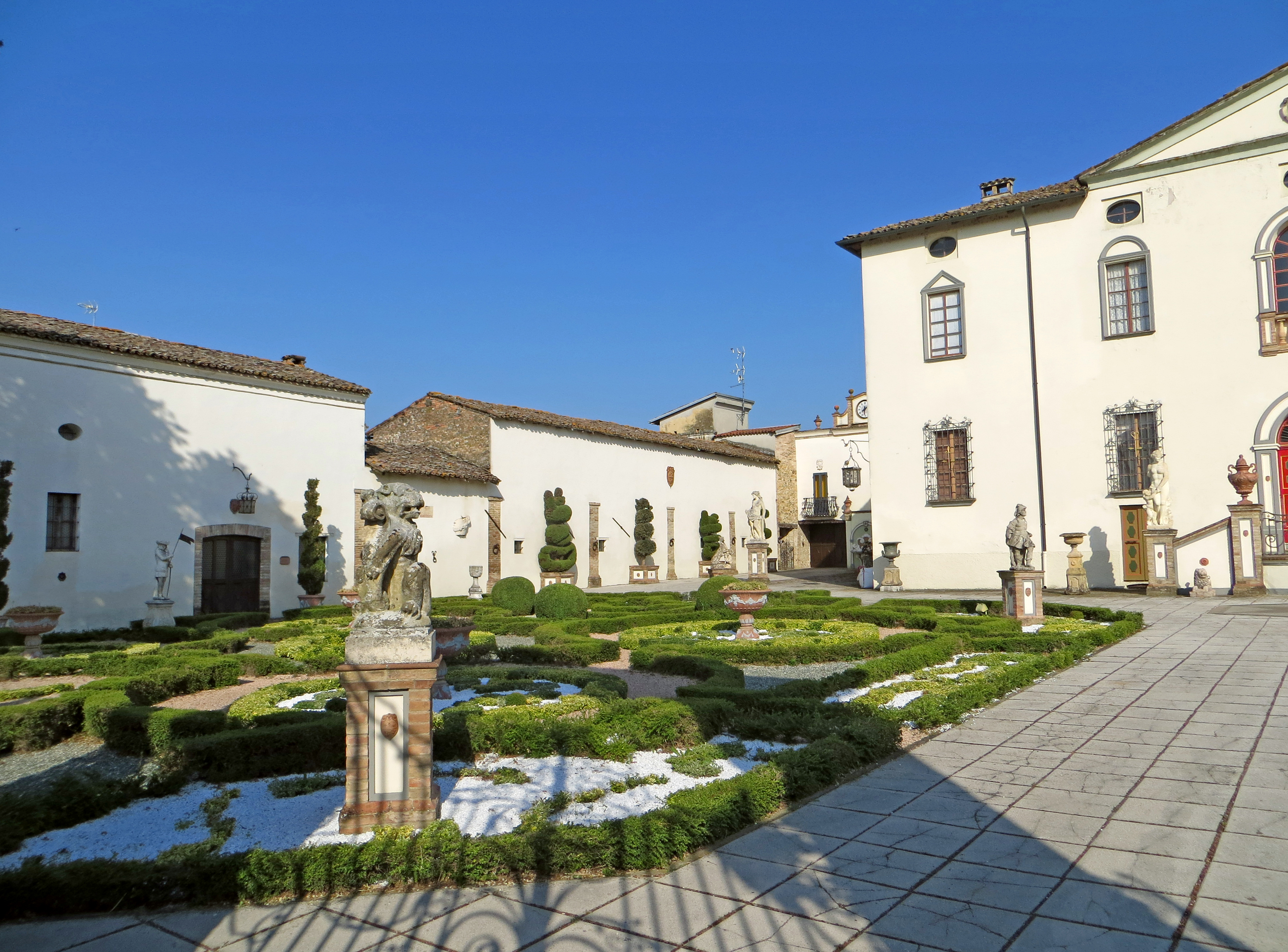
Nordseite des Gartens

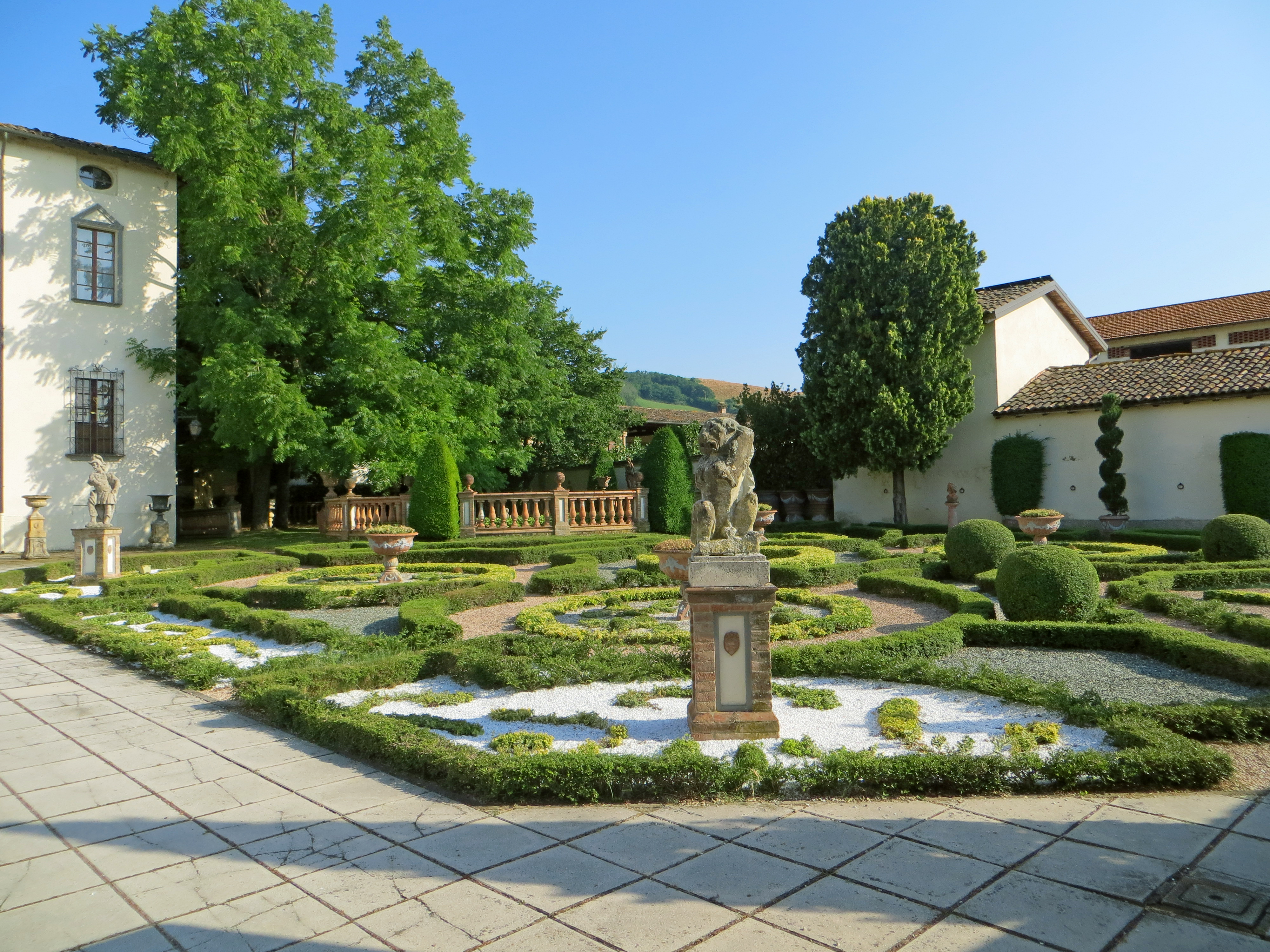
Südseite des Gartens

Der Park vor dem Landhaus, der vollständig von Gebäuden und einer Mauer umgeben ist, ist durch ein breites Eingangsportal mit Rundbogen erreichbar.
Der italienische Garten, symmetrisch eingefasst mit Buchshecken, ist mit zahlreichen Statuen aus dem 17. und 18. Jahrhundert verziert.

### KapelleSanta Maria Maddalena

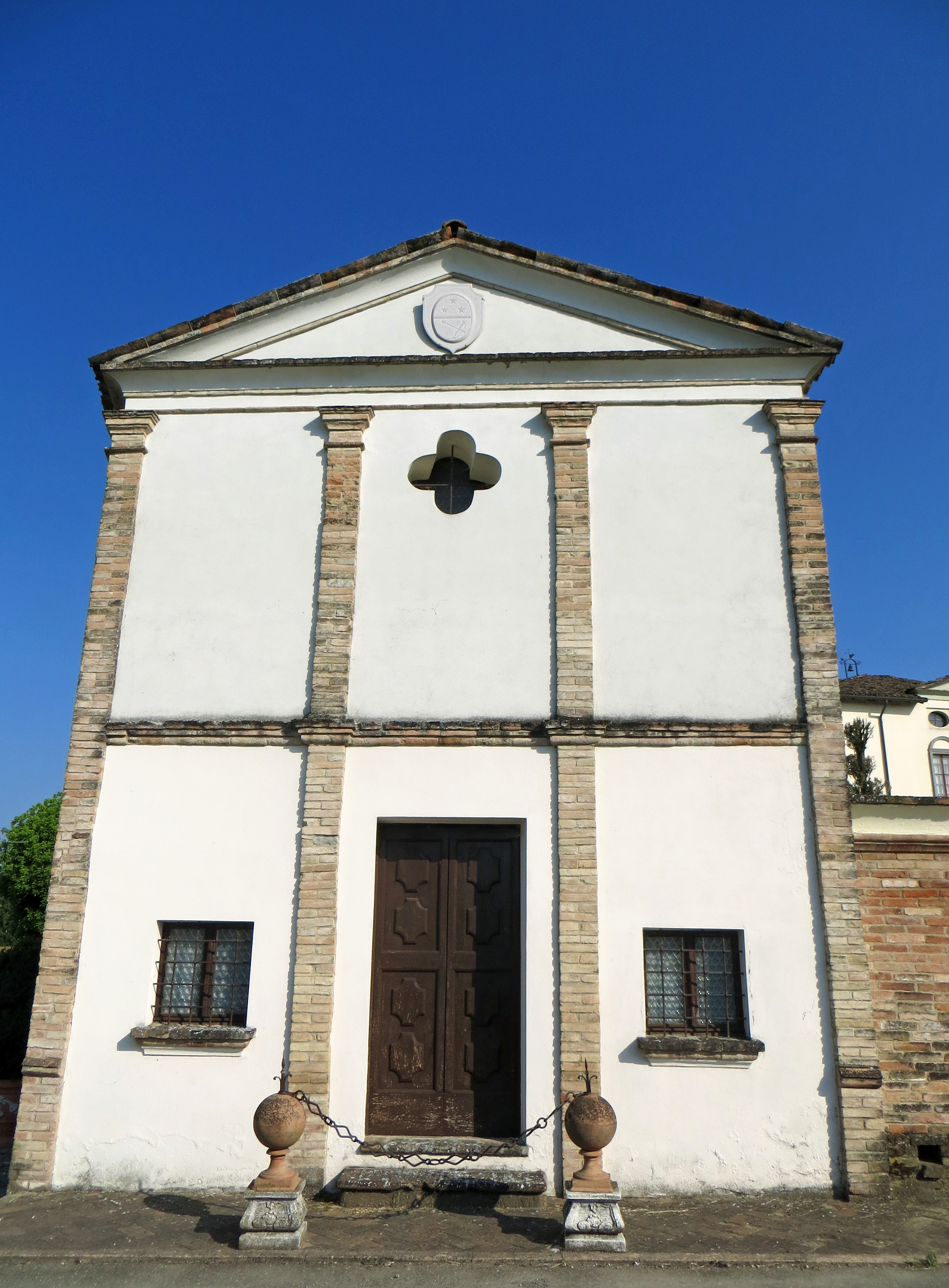
Fassade der Kapelle Santa Maria Maddalena

#### Geschichte
Die Kapelle wurde in den Jahren 1669–1670 im Auftrag von Giovanni Fusari im Renaissancestil errichtet.
Sie wurde gegen Ende des 18. Jahrhunderts entweiht und später als landwirtschaftliches Lager genutzt. 1962 wurde sie vollkommen umgebaut und vom Bischof von Parma, Evasio Colli, neu geweiht.

#### Beschreibung
Die Kapelle besteht aus einem Kirchenschiff und liegt an der Nordostseite des Gartens. Sie hat einen direkten Zugang von der Straße.
Die symmetrische Giebelfassade ist durch ein Ziegelgesims horizontal geteilt. Vertikal erheben sich vier Lisenen in Ziegelbauweise, gekrönt von dorischen Kapitellen. In der Mitte liegt das Eingangsportal, flankiert von zwei kleinen, quadratischen Fenstern. Oben in der Mitte liegt eine Öffnung in Form eines griechischen Kreuzes, während ganz oben sich ein Dreiecksgiebel mit Formrahmen befindet, in dem das Familienwappen der Balestras dargestellt ist.
Innen ist das Kirchenschiff mit breiten, bestickten Paneelen und anderen Dekorationen verziert.